# Kałkan

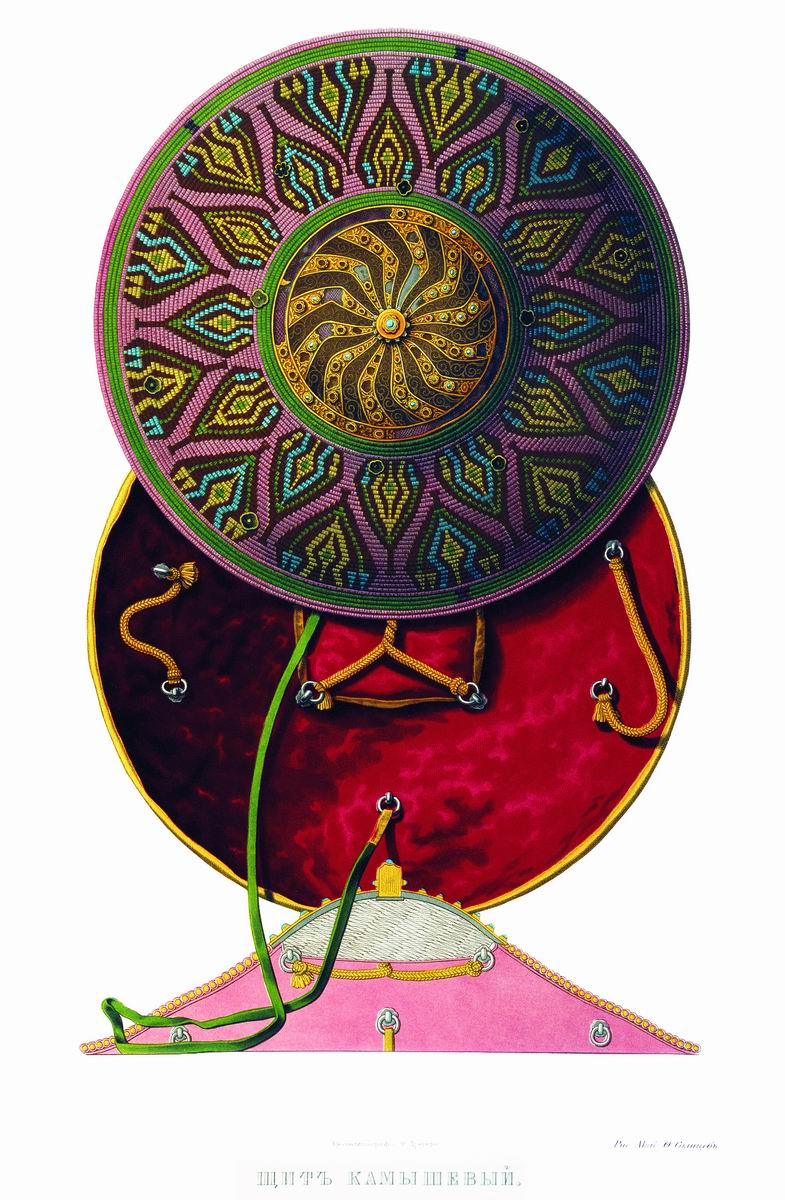
Kałkan

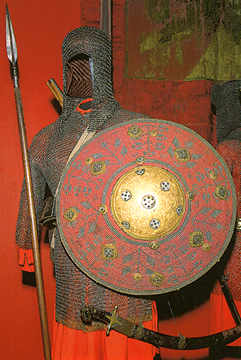
Pancerny z kałkanem w Muzeum Wojska Polskiego w Warszawie

Kałkan (z tureckiego Kalkan) – pochodząca ze wschodu lekka, okrągła, silnie wypukła tarcza, używana przez żołnierzy w takich państwach jak Persja, Indie bądź Turcja. Znana także w krajach arabskich, Chinach, Mongolii, Polsce oraz na Węgrzech.

## Historia
Kałkan jako uzbrojenie pojawił się już w VI wieku przed naszą erą, co poświadczają perskie reliefy z pałacu w Persepolis. W XVII wieku kałkany (w większości zdobyte na Turkach podczas wojen), zaczęły pojawiać się na wyposażeniu żołnierzy wojska Rzeczypospolitej, szczególnie formacji pancernych wchodzących w skład autoramentu narodowego. Wraz z rozwojem liczebnym jazdy średniej zaczęto sprowadzać z Turcji gotowe kałkany i surowce potrzebne do ich wykonania, czym zajmowali się głównie polscy Ormianie zamieszkujący południowo-wschodnie tereny Rzeczypospolitej.

## Budowa
Kałkan wykonywano najczęściej z prętów rotangu, wikliny lub figowca tworzących strukturę tarczy, które zwijano w spiralny zwój z metalowym umbem pośrodku. Pręty łączono ze sobą skośnie lub w tak zwany jaskółczy ogon, a oplot wykonywano nićmi jedwabnymi (przy tarczach paradnych), bawełnianymi, lnianymi lub wełnianymi. Sznurki imacza mocowano nitami, przy czym jeden ze sznurów musiał być na tyle długi aby tworzył pętlę umożliwiającą zarzucenie kałkana na plecy. Celem zabezpieczania, w tarczy bojowej nity dodatkowo osłaniano metalowymi tarczkami, natomiast w tarczy paradnej nity maskowano ze względów estetycznych. Wewnętrzną część kałkana podbijano najczęściej płótnem z wpasowaną poduszką, która umożliwiała wygodniejsze trzymanie i posługiwanie się nim w czasie bitwy. Dodatkowo stosowano skórzany pokrowiec i pokrywę z blachy miedzianej, jako elementy ochronne tarczy. Przeciętna średnica kałkana wynosiła 50–60 centymetrów.

## Zastosowanie
Kałkan ze względu na swój nieduży ciężar używany był przede wszystkim przez lekką i średnią jazdę, których uzbrojenie ochronne składało się z watowanych kaftanów lub kolczug, nie chroniących użytkownika przed strzałami. Dzięki kałkanowi żołnierz nie odnosił ran, gdyż strzały wystrzelone z łuku wbijały się w gęsty splot i nie przebijały go na wylot. Dodatkowo w czasie bitwy kałkan można było trzymać w tej samej dłoni w której trzymano wodze, co ułatwiało skuteczne posługiwanie się bronią zaczepną. 